# DN12C
DN12C este un drum național secundar din România, care traversează Carpații Orientali (Munții Giurgeu, Munții Hășmaș și Munții Tarcău) de la Gheorgheni la Bicaz, trecând prin zona turistică Cheile Bicazului. În anul 1918, pe acest drum a fost construit un tunel de mai mici dimensiuni, care a fost înlocuit, în anul 2005, cu noul tunel Lacu Roșu.